# Tegeozetes tunicatus
Tegeozetes tunicatus är en kvalsterart som beskrevs av Berlese 1913. Tegeozetes tunicatus ingår i släktet Tegeozetes och familjen Tectocepheidae.

## Underarter
Arten delas in i följande underarter:
- T. t. tunicatus
- T. t. breviclava